# Wichard Lange

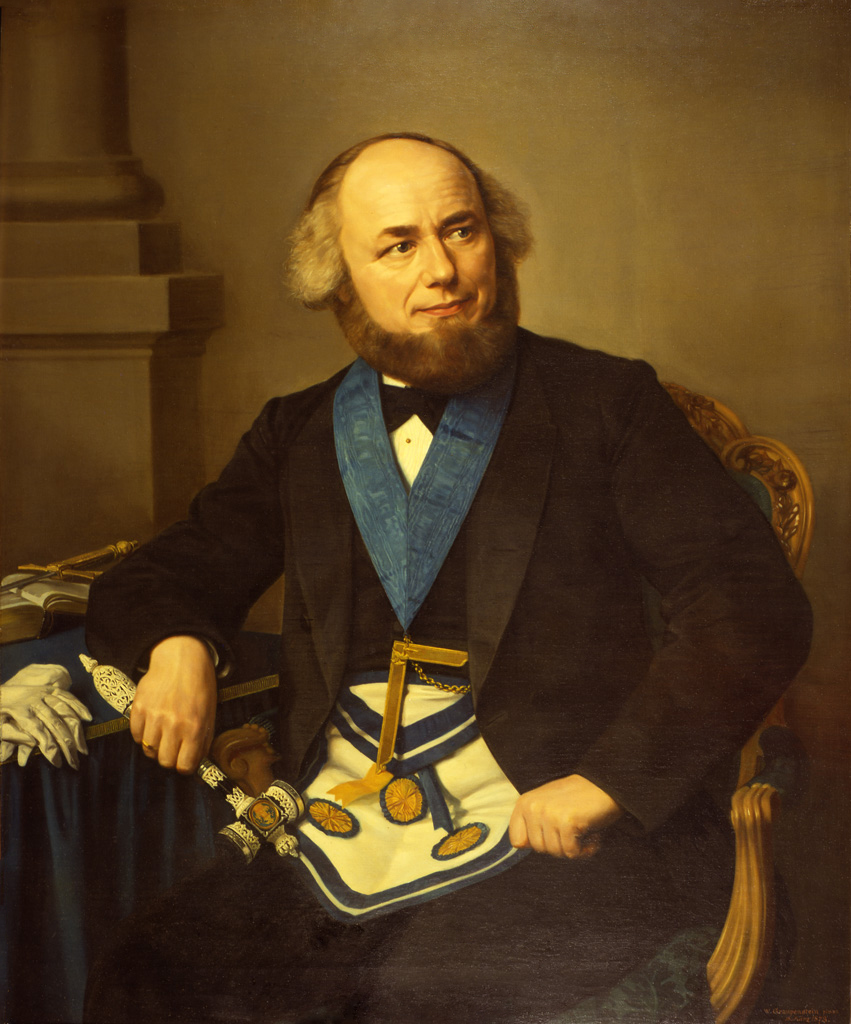
Porträt Wichard Lange von Friedrich Wilhelm Graupenstein, 1873, Öl auf Leinwand, Museum für Hamburgische Geschichte

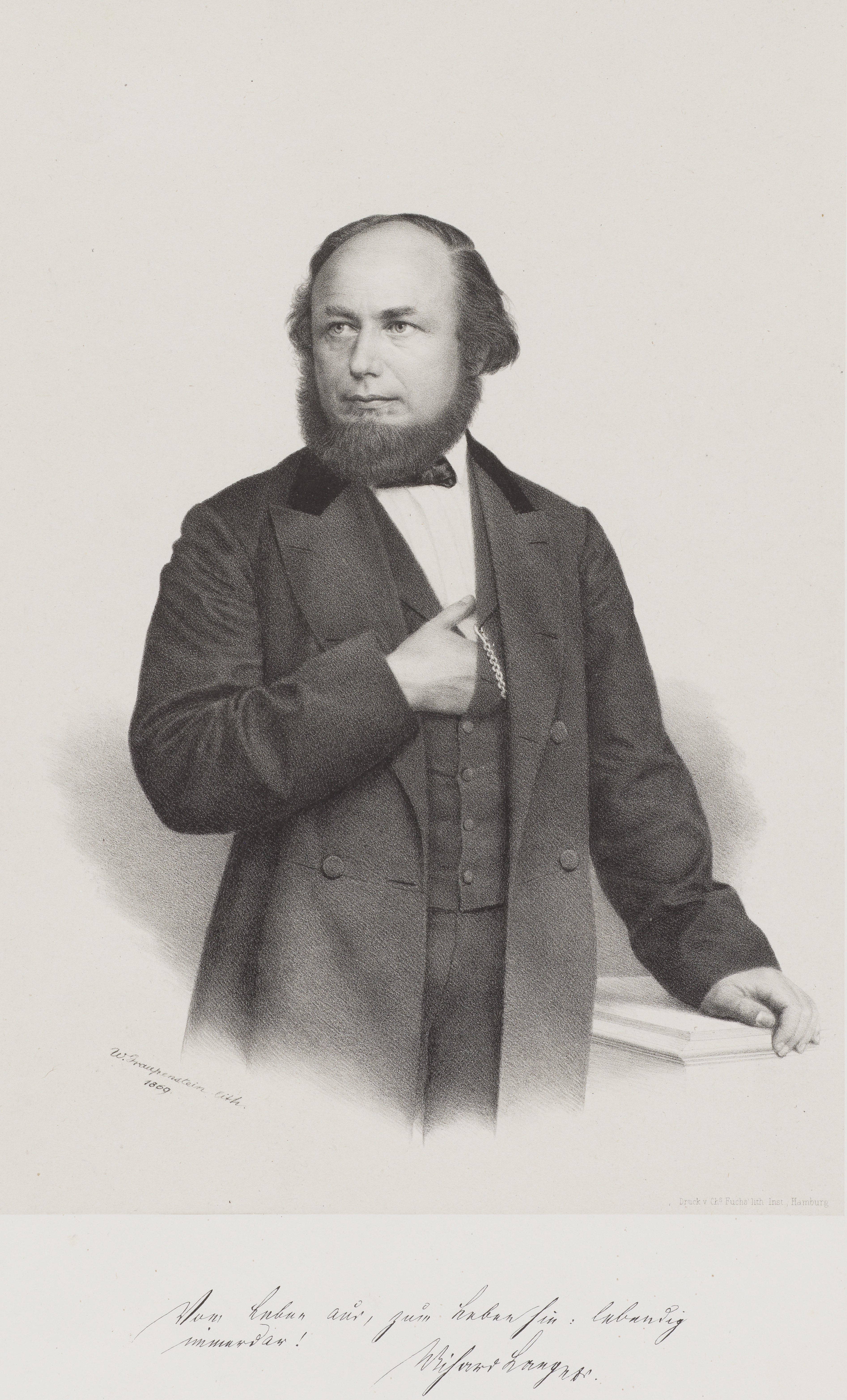
Porträt Wichard Lange von Friedrich Wilhelm Graupenstein, 1869, Lithografie, Lithographisches Institut von Charles Fuchs, Staats- und Universitätsbibliothek Hamburg

Friedrich Wichard Lange (* 20. Mai 1826 in Krampfer; † 10. Januar 1884 in Hamburg im Isebekkanal) war ein deutscher Pädagoge, Schulleiter der eigenen Schule, Herausgeber und Mitglied der Hamburgischen Bürgerschaft.

## Leben

### Ausbildung
Der Sohn des Schafmeisters Joachim Lange auf dem Möllendorfschen Rittergut in Krampfer Friedrich Wichard Lange war ein wissbegieriger Schüler und wurde schnell auf der Volksschule zum Liebling seines Kantoren Möhring, der Langes Wissensdrang durch geliehene Bücher zusätzlich Nahrung zukommen ließ. Durch ihn wurde der Gutsherr auf den begabten Jungen aufmerksam, der ihn nicht nur mit seinen Kindern spielen, sondern auch ihn mit seinen Kindern zusammen durch einen Privatlehrer unterrichten ließ. Der Wunsch, Lehrer zu werden, festigte sich immer mehr. Es zog ihn an die Präparandenanstalt in Pritzwalk, in der er aufgenommen wurde. 1844 macht er sich auf den Weg nach Berlin, wo er drei Jahre lang an dem von Adolph Diesterweg geleitete Lehrerseminar teilnahm. Nebenher besuchte er auch auf Anraten von Diesterweg akademische Vorlesungen als Zuhörer. Diesterweg, der zu seinem geistigen Vater wurde, wies dem jungen Wichard Lange mehrfach Privatunterricht in Berliner Familien zu und erwählte ihn nach dem absolvierten Seminar 1847 zum Hilfslehrer der Lehranstalt. Es lag auch in der Absicht Diesterwegs, ihm eine Lehrstelle am Seminar zu geben, doch Diesterwegs Tage im preußischen Staatsdienst als Leiter des Lehrerseminars waren aus politischen Gründen gezählt. Diesterweg empfahl ihm Preußen zu verlassen und riet ihm nach Hamburg zu gehen, wo das Schulwesen noch in privaten Händen lag. Diesterweg selbst bemühte sich eine Stelle für ihn zu finden.

### Hamburg
Auf Empfehlung Diesterwegs erhielt er eine Lehrerstelle an der höheren Bürgerschule von Alexander Detmar. Ab Ostern 1848 war er nun in Hamburg als Lehrer tätig. Auf Veranlassung und mit finanzieller Unterstützung des hamburgischen Fabrikanten Heinrich Traun und seiner Frau Bertha, die ihn aus den vielen Bewerbern auswählten, unternahm er 1849 eine Studienreise nach England, Belgien und den Rheinlanden, um Erfahrungen für eine Schule zu sammeln, die Herr und Frau Traun für die Kinder der Arbeiter der Firma H. C. Meyer jr., an der sie beteiligt waren, planten. Die Absicht, auch Paris zu besuchen, musste Lange wegen der dort herrschenden Cholera aufgeben. Heimgekehrt, erfuhr er, dass seine Gönner den alten Plan aufgegeben und Friedrich Fröbel nach Hamburg eingeladen hatten, um mit dessen Hilfe eine Anstalt für das vorschulpflichtige Alter zu begründen. Enttäuscht trat er nun wieder sein altes Arbeitsverhältnis an der Schule von Alexander Detmer an und bekämpfte anfangs in den Beratungen über das Projekt, zu denen man ihn einlud, Fröbels Ideen. Bei einem dieser Treffen traf er mit Alwine Middendorff, der Tochter von Fröbels Mitarbeiter Wilhelm Middendorff, zusammen, die den ersten von Frau Doris Lütkens eingerichteten Kindergarten Hamburgs leitete, und wurde durch sie bald mit Friedrich Fröbel näher bekannt. Er änderte seine Ansichten und wurde ein Anhänger Fröbels sowie der Bräutigam von Alwine.
1850 erlangte er die Doktorwürde und erhielt Ostern 1851 eine Konzession für die Leitung einer höheren Knabenschule. Daraufhin begannen auch gleich die Vorbereitungen zu einer rechtzeitigen Eröffnung einer eigenen höheren Privatschule in Hamburg. In den Osterferien fand in Keilhau seine Hochzeit mit Alwine statt und die Eröffnung der Schule erfolgte auch rasch im Anschluss daran, am 29. April 1851. Die Dr. Wichard Lange Schule, die er im Geiste von Pestalozzi und Diesterweg führte, hatte Erfolg. Sie befand sich am Heuberg 11 und 12 im Stadtteil Hamburg-Altstadt und ab 1866 dann Hohe Bleichen 38.
Langes rastlose Tätigkeit im Laufe der Jahre beschränkte sich jedoch nicht nur auf seine Schule. Am Vereinsleben der Hamburger Lehrerwelt beteiligte er sich als Mitglied des schulwissenschaftlichen Bildungsvereines, in dem seine gründlichen, lehrreichen und anregenden Vorträge stets gern gehört wurden. Oft kam er auch im Hamburger Schulblatt, dem Medium des genannten Vereines, zu Wort, so zum Beispiel 1864 in Nr. 354, in der er einen Nachruf für seinen Freund Karl Schmidt schrieb. Auch für Die Gartenlaube schrieb er, 1882 zum Beispiel schrieb er einen Artikel zum hundertjährigen Geburtstag von Friedrich Fröbel oder 1865 zu Diesterwegs fünfundsiebzigsten Geburtstag, Vom Marschall Vorwärts unter den Lehrern. Zur Geburtstagsfeier eines Gemaßregelten. Wie als Redner, so zeigte er auch als Schriftsteller große Gewandtheit in Form und Ausdruck. Das Ansehen, das er sich erwarb, führte zu seiner Wahl in die Hamburgische Bürgerschaft, deren Mitglied er von 1859 bis 1865 und nochmals von 1874 bis zu seinem Tode 1884 war.
Nach Adolph Diesterwegs Tod (1866) übernahm er zudem auch die Leitung von dessen 1827 gegründeter Zeitschrift Rheinische Blätter für Erziehung und Unterricht (Frankfurt am Main, Moritz Diesterweg) und erhielt damit ein Medium, durch das er auch eigene Artikel veröffentlichen konnte. Marie Loeper-Housselle trat mit ihm in Verbindung und wurde Mitarbeiterin bei der Zeitschrift. Lange kümmerte sich außerdem um die zweite Auflage der pädagogischen Schriften von Friedrich Fröbel, sowie die Neuherausgabe der Bücher seines verstorbenen Freundes Karl Schmidt: Geschichte der Erziehung und des Unterrichts (mehrere Auflagen), und Geschichte der Pädagogik (vier Bände).
Lange war auch Freimaurer. Er war Meister vom Stuhl der Johannisloge Zum Pelikan i. Or. Hamburg, Mitglied der Provinzialloge von Niedersachsen. Am 16. März 1871 wurde er von Friedrich Wilhelm Graupenstein zum Ehrenmitglied der Hamburger Johannisloge Zur goldenen Kugel ernannt, nachdem er diesen zum Ehrenmitglied der Loge Zum Pelikan ernannt hatte. 1873 wurde er auch von Graupenstein porträtiert. Das Ölgemälde ist inzwischen Teil der Gemäldesammlung des Museums für Hamburgische Geschichte.

### Lebensende
Wichard Langes Lebensende war tragisch und erweckte große Anteilnahme. Am 4. Dezember 1882 verlor er seine treusorgende Gattin, die nach eigenem Bekenntnisse und nach den Aussagen seiner Freunde, sein guter Engel und Schutzgeist gewesen war. Seiner tiefen Trauer gab der Witwer ergreifenden Ausdruck in einem Aufsatz der Rheinischen Blätter 1883 (Seite 99 ff.). Er fand die Ruhe des Gemütes und das Gleichgewicht des Geistes nicht wieder nach diesem erschütternden Verlust. Hinzu kam eine Falschanschuldigung gegen seine Schule, in der angeblich Unregelmäßigkeiten bei der Abschlussprüfung vorgekommen sein sollten. Das betraf nicht nur Lange, sondern die ganze Prüfungskommission und namentlich auch den vorsitzenden Schulrat. Die Denunzionsschrift wurde nicht an die nächste, höhere, dem Schulwesen vorgesetzte Behörde in Hamburg, sondern an das Reichskanzleramt geschickt, weil Lange ja selbst Mitglied der Hamburger Behörde war. Es begann eine sorgfältige Überprüfung. Das war letztendlich alles zu viel für Lange. Er entschied sich für den Freitod. Der Grund war wohl übergroße Trauer und Enttäuschung, ja vielleicht sogar Ekel vor dem, ihm entgegen, anonymen Denunzianten. Am 10. Januar 1884 ertränkte er sich im eiskalten Wasser des Isebekkanals, der unweit seiner Wohnung lag, die sich in der Hoheluftchaussee 26 befand.
Eine Stunde nach Auffinden seiner Leiche kam die Zurückweisung der Anklage aus Berlin. In dem langen Brief heißt es zum Schluss: „Eine sorgfältige Untersuchung der erhobenen Beschuldigungen mit Zeugenverhör der Schüler und Lehrer, angestellt von zwei Mitgliedern der Oberschulbehörde, welche politisch und religiös im Gegensatz zu Lange standen, hat ergeben, dass für diese Beschuldigungen absolut gar keine tatsächliche Begründung vorhanden war.“
Der Denunziant erwies sich als ehemaliger Mitarbeiter von Langes Schule, mit dem er im vorherigen Jahr in Differenzen kam und diesen sofort, zu Michaelis, bei der Auszahlung eines vollen Halbjahresgehaltes entließ.
Eine große Anteilnahme an diesem traurigen Ausgang des Lebens von dem beliebten und geachteten Mann breitete sich aus. Laut den Tagesblättern war ein größeres Trauergefolge als das von Wichard Lange geraume Zeit in Hamburg nicht gesehen.

### Familie
Wichard Lange hatte mit seiner Frau Alwina mehrere Kinder, die er hinterließ. Ein Sohn von ihm, der auch Wichard hieß, leitete die Schule später weiter. Die Tochter Martha heiratete den Schiffbauingenieur Eugen Robert Pohl. Deren Sohn Robert Wichard Pohl, sein Enkel, wurde ein ausgezeichneter Physiker, deren Enkel, sein Urenkel, Robert Otto Pohl wurde ebenfalls Physiker.

## Schriften (Auswahl)
- Zum Verständnisse Friedrich Fröbel’s. Hoffmann und Campe, Hamburg 1850 (Digitalisat)
- Eine Antwort auf den Aufsatz „Langes Reden – kurzer Sinn“ in „die Gegenwart der Volksschule, Nr. 1“ von Dr. Georgens. Hoffmann und Campe, Hamburg 1857[19]
- Knospen, Blüthen und Früchte erziehlichen Strebens: pädagogische Anregungen, Hamburg, Hoffmann und Campe, 1860 (Digitalisat)
- Zehn Jahre aus meiner pädagogischen Praxis – Ein Rückblick von Dr. Wichard Lange, Hamburg, Hoffmann und Campe, 1861 (Digitalisat)
- Randglossen zu den pädagogischen Bewegungen der Gegenwart, Halle, Schmidt, 1864[20]
- Die Fundamentalsätze der heutigen erziehlichen Theorie und Praxis. Rede, gehalten auf der siebzehnten allgemeinen deutschen Lehrerversammlung zu Cassel, Köthen, P. Schettler, 1869[21]
- Vorwort in Geschichte der St. Johannis-Loge zum Pelikan in Hamburg: Handschrift für Brüder von Friedrich Wilhelm Graupenstein, Hamburg, 1871[22]
- Die deutsche National-Volksschule. C. Boysen. Hamburg 1872 (Digitalisat)
- Militair und Schule: ein ernstes Wort. C. Boysen. Hamburg 1877[23]
- Deutsche Bildung in Italien: Entwurf einer Rede, welche zur Empfehlung der Bestrebungen der Frau Julie Schwabe am 20. Januar 1878 in der Aula des Johanneums zu Hamburg gehalten worden ist. C. Boysen. Hamburg 1878[24]
- Die allgemein-pädagogische Bedeutung Friedrich Fröbels: Hinweis auf seinen 100-jährigen Geburtstag: eine ungehaltene Rede. C. Boysen. Hamburg 1881[25]

## Herausgegebene Schriften (Auswahl)
- Wilhelm Middendorff über die Kindergärten Durchgesehen, ergänzt und teilweise verbessert von Dr. Wichard Lange, Hamburg, Hoffmann und Campe, 1851
- Friedrich Fröbels gesammelte pädagogische Schriften. Erste Abteilung: Friedrich Fröbel in seiner Entwicklung als Mensch und Pädagoge. Band 1: Aus Fröbels Leben und erstem Streben. Autobiographie und kleinere Schriften, Berlin, Verlag von Th. Chr. Fr. Enslin. Adolph Enslin, 1862 (archive.org)
- Friedrich Fröbels gesammelte pädagogische Schriften. Zweite Abteilung: Friedrich Fröbel als Begründer der Kindergärten. Die Pädagogik des Kindergartens. Gedanken Friedrich Fröbels über das Spiel und die Spielgegenstände des Kindes, Berlin 1862
- Friedrich Fröbels gesammelte pädagogische Schriften. Erste Abteilung: Friedrich Fröbel in seiner Entwicklung als Mensch und Pädagoge. Band 2: Ideen Friedrich Fröbels über die Menschenerziehung und Aufsätze verschiedenen Inhalts, Berlin 1863
- Mutter- und Koselieder. Dichtung und Bilder. Ein Familienbuch von Friedrich Fröbel. Berlin 1866
- Karl Schmidt: Geschichte der Pädagogik (mehrere Auflagen). Paul Schettler’s Verlag, Köthen. Band 1 – Band 2 – Band 3 – Band 4
- Karl Schmidt: Geschichte der Erziehung und des Unterrichts. 2. Auflage 1871, 3. Auflage 1876, 4. Auflage 1883. Paul Schettler’s Verlag, Köthen; Textarchiv – Internet Archive